# Schans (Hunsel)

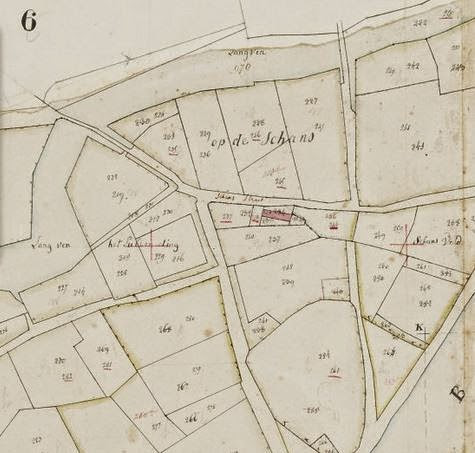
De schans van Hunsel op het kadastraal minuutplan van 1811-1832

De schans bij Hunsel was een boerenschans in de Nederlandse gemeente Leudal. De schans lag ten noordwesten van het dorp aan de Schansstraat en de beek Kleine Renne/Hunselse Langven.

## Geschiedenis
In de 19e eeuw wordt de schans aangeduid op een kadastrale minuutkaart tussen hoeve de Schans en de Langvenlossing.
In 1865 deed de kapelaan in de nabijheid van de schans de vondst van 20 munten die stamden uit de tijd van Prins-bisschop Ernest van Beieren.
In de 21e eeuw is de schans geheel verdwenen.

## Constructie
De schans heeft een oppervlakte van ongeveer een hectare. Rond de schans lag een gracht die werd gevoed met water van de beek.